# Ludwig von Pastor
Ludwig von Pastor (né le 31 janvier 1854 à Aix-la-Chapelle et mort le 29 septembre 1928 à Innsbruck) est un historien et un diplomate autrichien.

## Biographie
Ludwig Pastor est le fils de Ludwig Daniel Pastor (1800-1864), négociant en produits chimiques, de confession protestante, dont les aïeux étaient d'importants fabricants de tissus à Aix-la-Chapelle, et de son épouse Anna Sibylle Onnau (1824-1899), de confession catholique. Après la mort précoce de son père, Ludwig adopte la religion de sa mère et suit sa scolarité à Francfort-sur-le-Main, où l'un de ses professeurs les plus marquants est Johannes Janssen (de) et où il est marqué par ses contacts avec les cercles anti-prussiens, orientés vers la « solution grande-allemande » et l'Autriche, autour de Schlosser et Brentano (de). Il étudie ensuite, à partir de 1875, à Louvain, et en 1875/76 à l'Université rhénane Frédéric-Guillaume de Bonn, où il rejoint le K.St.V. Arminia (de), et ensuite en 1877/78 à l'Université de Vienne et à l'Université de Graz. En 1886, il devient professeur à Innsbruck, où il rejoint la K.St.V. Rhenania Innsbruck (de).
Pastor est un historien de la vie des Papes et de l'évolution de l'Église catholique et fut connu pour son célèbre ouvrage en 16 volumes, "Geschichte der Päpste seit dem Ausgang des Mittelalters" ("L'Histoire des Papes depuis la Fin du Moyen Âge"), publiés de 1886 à 1961.
Il fut directeur de l'Institut historique autrichien (en) à Rome de 1901 à sa mort (avec une interruption durant toute la Première Guerre mondiale), lui donnant accès aux Archives secrètes apostoliques du Vatican.
Le pape Pie X lui confère en 1907 le grade de commandeur avec plaque dans l'Ordre de Saint-Grégoire-le-Grand. Il fut ensuite anobli en 1908 par l'empereur François-Joseph et reçut le titre de baron de Campersfelden en 1916.
En 1921, Il fut nommé ambassadeur de la République d'Autriche près le Saint-Siège. 
Il mourut à Innsbruck en 1928.
Il avait épousé en avril 1882 Konstanze Kaufmann (1857-1953), fille de Leopold Kaufmann (de) qui fut bourgmestre de Bonn. Ils furent parents de deux fils et de trois filles (dont une religieuse des Ursulines).